# Jeanne d’Arc Mujawamariya

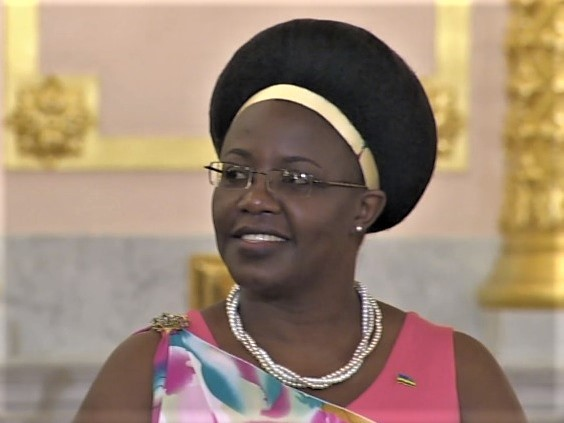
Jeanne d’Arc Mujawamariya (2014)

Jeanne d’Arc Mujawamariya (* 13. März 1970 in Kigali) ist eine ruandische Politikerin und Diplomatin, die seit 2003 verschiedene Ministerämter innehatte und Botschafterin ihres Landes in Russland war. Vom 12. Juni 2024 bis zu ihrer Entlassung am 25. Juli 2024 war sie die Arbeitsministerin Ruandas.

## Leben und politische Karriere

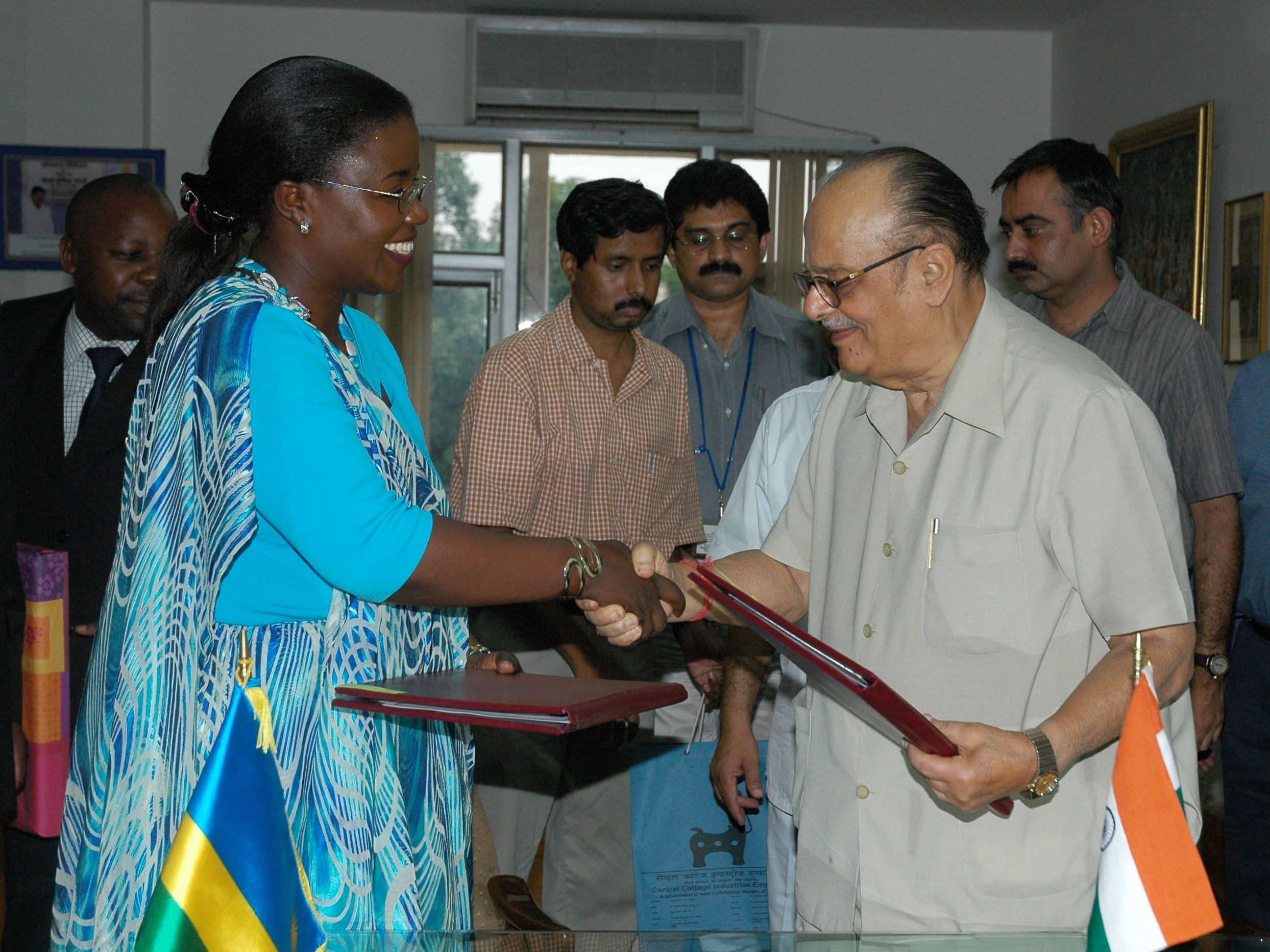
Bildungsministerin Mujawamariya und der indische Minister für Humanressourcen, Arjun Singh, beim Austausch der unterzeichneten Urkunden zum Bildungsaustausch-Programm ihrer Länder (2006)

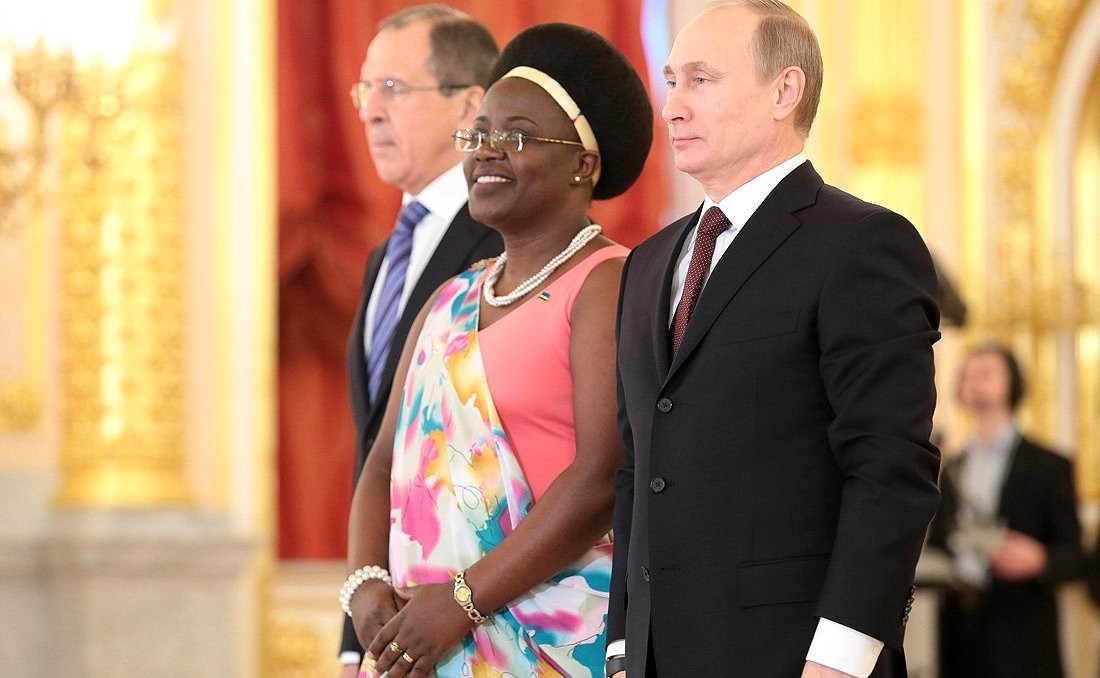
Mujawamariya am 16. Januar 2014, dem Tag der feierlichen Übergabe ihres Beglaubigungsschreibens an den russischen Präsidenten Wladimir Putin im Alexandersaal des Großen Kremlpalastes in Moskau

Jeanne d’Arc Mujawamariya wuchs in der ruandischen Hauptstadt Kigali auf. Sie ging zum Studium in die Russische Föderation und erwarb an der Moskauer Russischen Universität der Völkerfreundschaft zunächst einen Abschluss als Bachelor of Science in Chemie und 1997 einen Master-of-Science-Abschluss in physikalischer Chemie. Ein anschließendes Studium der Fächer Chemie und Physik in Indien am Indian Institute of Technology (IIT) in Roorkee schloss sie im Jahr 2001 mit dem Doktorgrad Ph.D. in physikalischer Chemie ab.
Von 2003 bis 2005 war Mujawamariya Staatsministerin für Primar- und Sekundarschulbildung (Minister of State in Charge of Primary and Secondary Education) im ruandischen Ministerium für Bildung, Wissenschaft, Technologie und wissenschaftliche Forschung, dann bis 2006 Staatsministerin für Hochschulbildung (Minister of State in Charge of Higher Education) und von 2006 bis 2008 Bildungsministerin (Minister of Education). Ab März 2008 bis 2011 war sie Ruandas Ministerin für Gender- und Familienförderung (Minister of Gender and Family Promotion).
Im Jahr 2011 wechselte sie als Rektorin an das universitäre Forschungsinstitut Kigali Institute of Science and Technology (KIST) in Kigali. In dieser Position war sie bis 2013 tätig.
Staatspräsident Paul Kagame ernannte Mujawamariya im März 2013 zur Botschafterin Ruandas in Russland. Nachdem die dortige Botschaft nach einigen Jahren der Schließung im August 2013 wieder eröffnet worden war, konnte sie ihr neues Amt in Moskau antreten. Damit löste sie Christine Nkulikiyinka ab, die seit 2011 als ruandische Botschafterin in Deutschland diese Aufgabe von ihrem Amtssitz in Berlin aus mit übernommen hatte.
Im Zuge einer Kabinettsumbildung wurde Mujawamariya im November 2019 als Nachfolgerin von Vincent Biruta zur neuen Umweltministerin Ruandas ernannt. Nach einer weiteren Kabinettsumbildung am 12. Juni 2024 wurde sie zur neuen Arbeitsministerin im Ministry of Public Service and Labour. Am 25. Juli wurde sie als Arbeitsministerin im Zuge von Ermittlungen des Rwanda Investigation Bureau (RIB) zu nicht spezifizierten, mutmaßlichen Straftaten während ihrer Zeit als Umweltministerin entlassen.

## Weiteres Engagement
Mujawamariya gehörte 2018 dem beratenden Ausschuss der Organisation RAWISE an (Rwandan Association of Women in Science and Engineering), einer Vereinigung ruandischer Frauen, die sich zum Ziel gesetzt hat, die Beteiligung von Frauen an wissenschaftlichen, technologischen, technischen und Entscheidungsprozessen zu fördern.

## Privates
Jeanne d’Arc Mujawamariya ist mit einem ruandischen Wissenschaftler verheiratet und Mutter von drei Kindern.